# Toña, nacida virgen
Toña, nacida virgen (conocida también como Del oficio), es una película mexicana dirigida por Rogelio A. González. Fue filmada en 1982 y estrenada en 1985. Es protagonizada por Dora Elsa Olea, basada en la novela Del oficio (1972), de Antonia Mora.

## Argumento
Toña es una niña de unos tres o cuatro años, que observa a las trabajadoras sexuales de la vecindad donde vive con Leonor, su madre. Pocos años después, la madre conoce a El Tiburón, atractivo explotador de mujeres que la convierte en su amante, la embaraza y más tarde la obliga a venderse. 
Un día, Toña se va de paseo a una plaza comercial y cuando vuelve a casa la madre, la golpea, la regaña, y Toña le miente diciendo que unos hombres la subieron a su auto y se la llevaron. La madre la lleva a una clínica para comprobar si perdió su virginidad. Cuando El Tiburón descubre este hecho, la convierte en su amante. 
Toña crece y se convierte en una mujer muy bella. El Tiburón se percata de que la joven será un gran negocio y la prostituye, primero con clientes de bajo nivel y más tarde con hombres adinerados.

## Elenco
- Dora Elsa Olea ... Toña
- Gregorio Casal ... El Tiburón
- Gabriela Araujo ... Leonor, madre de Toña
- Tere Velázquez ... Gloria, la madame del burdel
- Lizetta Romo ... Artemisa
- Rojo Grau ... David
- Mario Casillas ... Médico
- Sandra Ivette Sánchez Parra ... Toña (adolescente)
- Xavier Loyá ... Cliente del burdel
- Janet Ruiz